# Diasofie
Diasofie (česky průvěda, německy Orientierungslehre) je název filosofie Karla Slavoje Amerlinga, v níž chápe Boha jako permanentního tvořitele, duch a hmota v ní existují v předzjednané harmonii.
Amerling o diasofii říká mj. toto:
Diasofie, vším pronikající moudrost, která kriticky srovnává všech 12-13 exaktních věd lidstva, srovnává jejich společné pojmy ve vztahu ke konkrétnímu, většinou jednostrannému pojmenování (nomina), bude s to vykonat mnoho pro ulehčení a zjednodušení alespoň základních rysů, necessarií, nesmí ovšem opomíjet nejčistší a nejexaktnější vědu všech věd, mathesi, neboť ona je současně nejčistší, nejexaktnější logikou, naukou o myšlení, jejíž zákony nacházejí uplatnění všude v přírodě - kterážto uplatnění byla tudíž od starých nazvána logistická (sic!).